# Fallersee
Der Fallersee (auch „Schnifner Weiher“, 683 m ü. A.) ist ein künstlich aufgestauter See in Schnifis in (Vorarlberg, Österreich). Am Ufer des Sees liegt das ehemalige Heilbad Bad Schnifis in der Parzelle „Bädle“.

## Geschichte
Der Fallersee ist ein stehendes Gewässer und wurde 1968 vom Fischerverein Fallersee (FV-Fallersee) aus Schnifis angelegt und am 5. Juli 1968 geflutet. Er wird künstlich mit Fischen besetzt und bewirtschaftet. An der Stelle des Sees befand sich zuvor ein anderer Weiher und im Anschluss ein sogenanntes „Lehmloch“. Aus diesem wurde Lehm gewonnen und zu Dachziegeln verarbeitet.

## Name
Faller soll auf lat.: vallis für Tal zurückgehen. Der Begriff See ist für dieses Gewässer irreführend gewählt, er entspricht aufgrund der Größe (Tiefe) und Ausdehnung eher einem Weiher.

## Geographie / Topographie
Der Fallersee liegt etwa 20 m südlich des Bades Schnifis nahe der Jagdbergstraße (L 54). Der See wird vom Fallersbach durchflossen. Er ist etwa 1 ha groß und maximal 3 Meter tief. Der Gewässergrund wird von Sand und Kies dominiert. Der See gilt als nährstoffarm.
Der See liegt etwa 600 m vom Zentrum des Dorfes und am östlichen Ende des besiedelten Gebietes von Schnifis, etwa 1200 m von der Gemeindegrenze von Thüringen, 1100 m von der Gemeindegrenze zu Thüringerberg, etwa 1000 m von der Gemeindegrenze von Bludesch und 800 m von der Gemeindegrenze von Dünserberg entfernt. Zum Stadtzentrum von Feldkirch sind es etwa 11 km Luftlinie und etwa 35 km zum Bodensee.
Beim hinteren Teil des Fallersees, beim Einzugsbereich des Bachs, befindet sich ein Kneippbecken der Gemeinde. Dieses ist frei zugänglich und wurde 2014 von Lehrlingen der Fa. Hilti aus Thüringen neu errichtet.

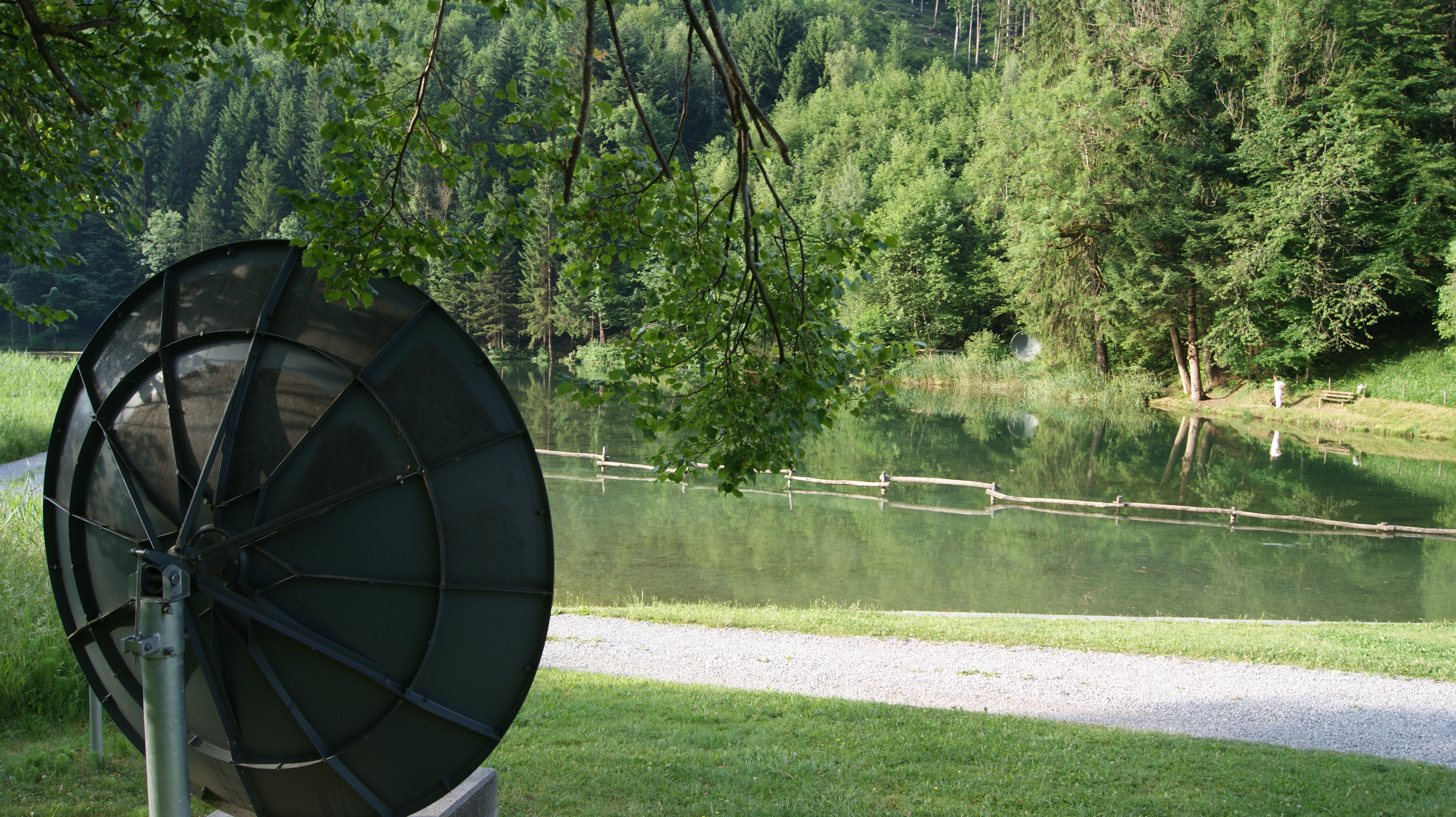
„Flüsterspiegel“

## Nutzung
Der Fallersee wird im Rahmen der Sportfischerei genutzt und ist auch eine öffentlich zugelassene Naturbadestelle (in einem Teilbereich).
Am nordwestlichen Ende des Sees befinden sich sogenannte „Flüsterspiegel“. Es ist dies eine Möglichkeit, experimentell die Funktion der Reflexion von Schallwellen zu erproben, indem durch akustische Geräuschübertragung (akustische Reflexion) ohne weitere Energiezufuhr über die Parabolspiegel (90 m entfernt) Informationen ausgetauscht werden können. Die beiden Parabolspiegel dienen sowohl als Sender und auch Empfänger. Je höher die Frequenz des Geräusches (z. B. Sprache) ist, desto besser ist der Empfang.
Beim südöstlichen Ende des Sees befindet sich eine kleine Fischzuchtanlage, die in den See entwässert.